# Schwarze Fabrik

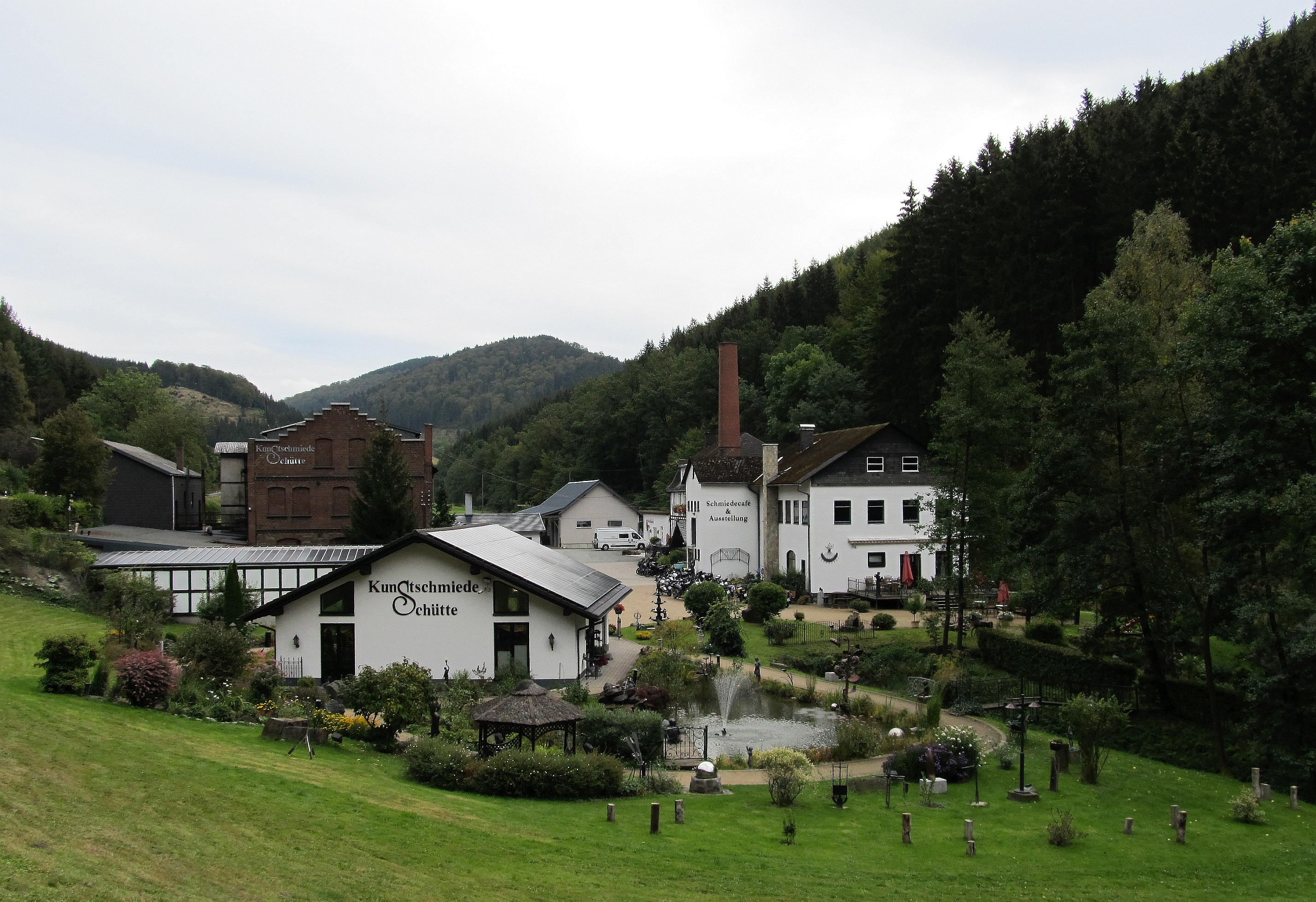
Schwarze Fabrik in Schmallenberg

Die Schwarze Fabrik ist eine Holzkohlenfabrik aus dem Jahre 1878 im Stadtgebiet Schmallenberg im Hochsauerlandkreis unmittelbar an der Lenne zwischen Inderlenne und Oberkirchen.

## Geschichte

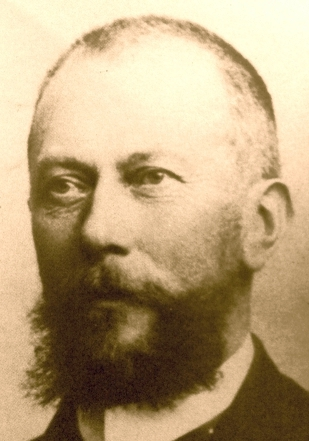
Fabrikant Otto Schütte

Die Holzkohlenfabrik wurde 1878 von dem Fabrikanten Otto Schütte gebaut. Ein Jahr später begann der offizielle Betrieb. Die ehemalige Holzkohlenfabrik, die in der Bevölkerung bis heute „Schwarze Fabrik“ genannt wird, verarbeitete insbesondere Buchenholzkohle. Die in den umliegenden Wäldern geköhlerte Kohle wurde zu Holzkohlenpulver, Kohlengrieß, Brikett und Grillkohle verarbeitet. Zur Blütezeit von 1920 bis 1930 arbeiteten über 100 Arbeiter in der Fabrik. Im letzten Jahrhundert versorgte die Fabrik die umliegenden Ortschaften auch mit selbst erzeugtem Strom aus eigenen Wasserturbinen.
Seit 1974 befindet sich in dem Bauwerk eine Kunstschmiede. 1998 wurde die Fabrik als Baudenkmal geschützt. Auf dem Gelände befindet sich seit dem Sommer 2006 zusätzlich ein Café.